# Parafia Wniebowzięcia Maryi Panny w Budišovie nad Budišovkou
Parafia Wniebowzięcia Maryi Panny – rzymskokatolicka parafia w Czechach, należąca do dekanatu Opawa diecezji ostrawsko-opawskej.
Parafia swoim obszarem obejmuje miejscowości: Budišov nad Budišovkou, Guntramovice, Staré Oldřůvky i Svatoňovice. Od 2013 roku proboszczem parafii jest ks. mgr. Jozef Kankara.